# Хребет Ломоносова
Хребет Ломоносова — подводный хребет в Северном Ледовитом океане, названный в честь М. В. Ломоносова. Хребет пересекает центральную часть океана, проходит почти через Северный полюс и простирается примерно на 1800 км от Новосибирских островов до острова Элсмир в Канадском Арктическом архипелаге. Ширина варьируется от 60 до 200 км, высота над дном океана — от 3300 до 3700 м. Минимальная глубина над хребтом — 954 м. Склоны относительно крутые, расчленены каньонами и покрыты слоем песчанистого ила. Хребет был открыт в 1948 году советской  высокоширотной воздушной экспедицией «Север-2».

## Спор о принадлежности
Принадлежность хребта оспаривают Дания, Канада и Россия.
В 2000-е годы геологическое строение хребта привлекло международное внимание в связи с заявкой России в Комиссию ООН по внешним границам шельфа, в которой аргументировалось предложение об установлении новых границ континентального шельфа России, выходящих за пределы установленной 200-мильной зоны (однако в пределах российского арктического сектора). Одним из аргументов российской стороны было утверждение о том, что подводные хребты Ломоносова и Менделеева являются непосредственным продолжением континента. В 2002 году Комиссия ООН не отвергла, но и не удовлетворила российскую заявку, порекомендовав провести дополнительные исследования.
Для уточнения границ континентального шельфа 10 мая 2007 года в акваторию хребта отправилась российская экспедиция. В 2007 году был проведён комплекс исследований: глубинные сейсмические исследования, налёдная гравиметрия, аэрогеофизическая съёмка, сейсмоакустирование и телефотопрофилирование, а также донный пробоотбор. 20 сентября получены предварительные данные анализа модели земной коры по профилю «Арктика-2007», которые дали Министерству природных ресурсов РФ основания утверждать, что структура коры хребта Ломоносова соответствует мировым аналогам континентальной коры, а значит, является частью прилегающего континентального шельфа Российской Федерации.
C 2004 года Дания также активизировала исследования дна Северного Ледовитого океана и северной Атлантики. Одной из целей является доказательство того, что хребет Ломоносова является продолжением Гренландии.
Осенью 2010 года министр иностранных дел Канады Джон Брэд заявил, что его страна до 2013 года подаст в Комиссию ООН заявку на расширение континентального шельфа. Выступая в российской Дипакадемии, он заявил, что его страна считает подводный хребет Ломоносова продолжением своей территории. В августе 2014 года он же выразил «обеспокоенность увеличением российского присутствия в Арктике». Министр заявил: «регион является для Оттавы стратегически важным, в связи с чем государство для отстаивания своих интересов готово применять в том числе и военную силу».